# 實龍崗路

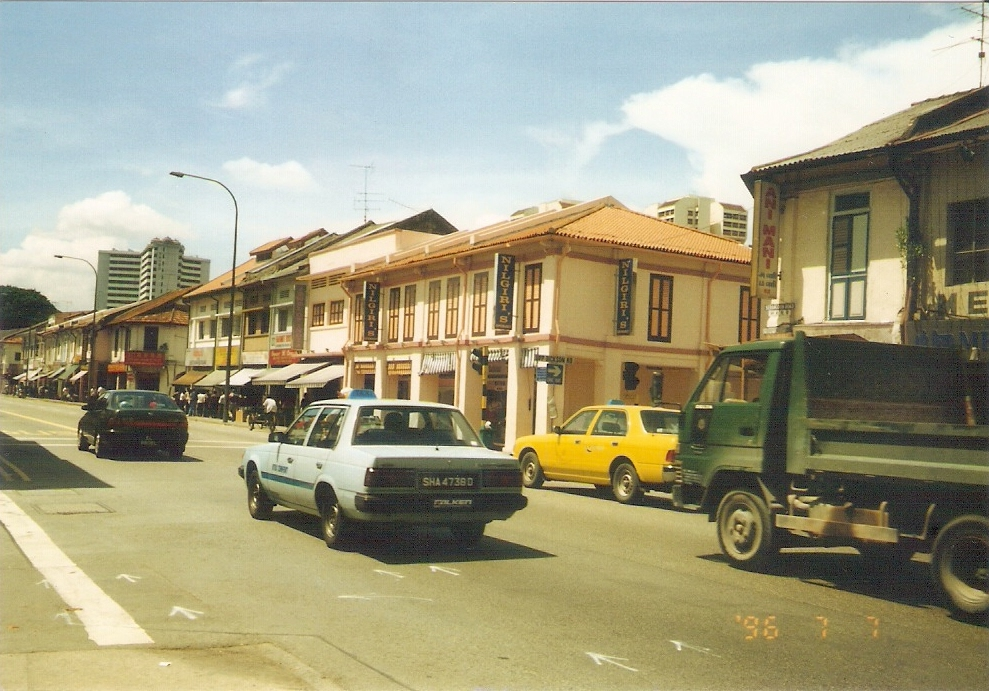
1996年的實龍崗路

實龍崗路是一條新加坡的道路，是當地最古老的道路之一，從南至北沿實龍崗河而行。

## 歷史
在新加坡開埠之初，實龍崗路曾經是唯一一條實穿全島的道路。印度移民在道旁兩邊聚居，漸漸形成了小印度社區。

## 沿路景點
- 实龙岗地铁站
- 维达帕提雅卡雅曼兴都庙（英语：Sri Vadapathira Kaliamman Temple）
- 斯里尼瓦沙柏鲁马庙
- 维拉马卡里拉曼庙
- 竹腳中心
- 小印度中心